# 錫達嶺 (加利福尼亞州圖奧勒米縣)
錫達嶺（英語：Cedar Ridge）是位於美國加利福尼亞州圖奧勒米縣的一個人口普查指定地區。

## 地理
錫達嶺的座標為38°03′57″N 120°16′26″W / 38.06583°N 120.27389°W，而該地最高點為海拔高度1150米（即3760英尺）。

## 人口
根據2010年美國人口普查的數據，錫達嶺的面積為20.195平方千米，當中陸地面積為20.172平方千米，而水域面積為0.023平方千米。當地共有人口1132人，而人口密度為每平方千米56人。